# Vòng loại Giải vô địch bóng đá châu Âu 2008
Vòng loại Giải vô địch bóng đá châu Âu 2008 là giải đấu vòng loại do Liên đoàn bóng đá châu Âu (UEFA) tổ chức nhằm chọn ra các đội tuyển tham dự Giải vô địch bóng đá châu Âu 2008. 
Tổng cộng 14 đội tuyển giành quyền tham dự giải đấu thông qua vòng loại, cùng với Áo và Thụy Sĩ được tự động tham dự UEFA Euro 2008 với vai trò là nước chủ nhà. 
50 đội tuyển thành viên của UEFA được chia thành 7 bảng (một bảng có 8 đội, 6 bảng còn lại có 7 đội). Mỗi đội trong từng bảng thi đấu theo thể thức sân nhà và sân khách để chọn ra hai đội đứng đầu mỗi bảng tham dự Giải vô địch bóng đá châu Âu 2008. Đây là lần đầu tiên vòng loại Giải vô địch bóng đá châu Âu không có vòng play-off.

## Bốc thăm
Hệ số điểm được dùng để phân chia các đội vào các nhóm khác nhau tại lễ bốc thăm lần này, được dựa trên kết quả các đội đạt được tại vòng đấu bảng của vòng loại Euro 2004 và vòng loại World Cup 2006. Có vài điều đáng lưu ý sau:
- Đội đương kim vô địch Hy Lạp nghiễm nhiên được xếp làm đội hạt giống.
- Bồ Đào Nha không có hệ số điểm của vòng loại Euro 2004 do là nước chủ nhà.
- Đức không có hệ số điểm của vòng loại World Cup 2006 do là nước chủ nhà. Vì vậy, thành tích của đội tại vòng loại World Cup 2002 đã được sử dụng.
- Kazakhstan không có thành tích nào ở các vòng loại Euro do lần đầu tham dự giải.

Lễ bốc thăm diễn ra vào ngày 27 tháng 1 năm 2006 tại Montreux, Thụy Sĩ. Dưới đây là thành phần các nhóm khác nhau đã được quyết định trước lễ bốc thăm.
| Nhóm hạt giống                                                         | Nhóm 2                                                                     | Nhóm 3                                                                                                 | Nhóm 4                                                                                 |
| ---------------------------------------------------------------------- | -------------------------------------------------------------------------- | --- | -------------------------------------------------------------------------------------- |
| - Hy Lạp - Hà Lan - Bồ Đào Nha - Anh - Cộng hòa Séc - Pháp - Thụy Điển | - Đức - Croatia - Ý - Thổ Nhĩ Kỳ - Ba Lan - Tây Ban Nha - România          | - Serbia - Nga - Đan Mạch - Na Uy - Bulgaria - Ukraina - Slovakia                                      | - Bosna và Hercegovina - Cộng hòa Ireland - Bỉ - Latvia - Israel - Scotland - Slovenia |
| Nhóm 5                                                                 | Nhóm 6                                                                     | Nhóm 7                                                                                                 |                                                                                        |
| - Hungary - Phần Lan - Litva - Wales - Estonia - Albania - Iceland     | - Gruzia - Bắc Macedonia - Belarus - Armenia - Bắc Ireland - Síp - Moldova | - Liechtenstein - Azerbaijan - Andorra - Malta - Quần đảo Faroe - Kazakhstan - Luxembourg - San Marino |                                                                                        |

## Các bảng
Ngoài Áo và Thụy Sĩ không phải thi đấu vòng loại, tất cả các đội còn lại được chia vào 7 bảng (6 bảng 7 đội và 1 bảng 8 đội), thi đấu vòng tròn hai lượt chọn ra hai đội nhất bảng vào vòng chung kết. Trường hợp các đội bằng điểm thì xét kết quả đối đầu trực tiếp, sau đó mới tính tới hiệu số bàn thắng - bàn thua và số bàn thắng.

### Bảng A
| Đội        | ST | T | H | B | BT | BB | HS  | Đ  |  | Ba Lan | Bồ Đào Nha | Serbia | Phần Lan | Bỉ  | Kazakhstan | Armenia | Azerbaijan |
| ---------- | -- | - | - | - | -- | -- | --- | -- |  | ------ | ---------- | ------ | -------- | --- | ---------- | ------- | ---------- |
| Ba Lan     | 14 | 8 | 4 | 2 | 24 | 12 | +12 | 28 |  |        | 2–1        | 1–1    | 1–3      | 2–0 | 3–1        | 1–0     | 5–0        |
| Bồ Đào Nha | 14 | 7 | 6 | 1 | 24 | 10 | +14 | 27 |  | 2–2    |            | 1–1    | 0–0      | 4–0 | 3–0        | 1–0     | 3–0        |
| Serbia     | 14 | 6 | 6 | 2 | 22 | 11 | +11 | 24 |  | 2–1    | 1–1        |        | 0–0      | 1–0 | 1–0        | 3–0     | 1–0        |
| Phần Lan   | 14 | 6 | 6 | 2 | 13 | 17 | −4  | 24 |  | 0–0    | 1–1        | 0–2    |          | 2–0 | 2–1        | 1–0     | 2–1        |
| Bỉ         | 14 | 5 | 3 | 6 | 14 | 16 | −2  | 18 |  | 0–1    | 1–2        | 3–2    | 0–0      |     | 0–0        | 3–0     | 3–0        |
| Kazakhstan | 14 | 2 | 4 | 8 | 11 | 21 | −10 | 10 |  | 0–1    | 1–2        | 2–1    | 0–2      | 2–2 |            | 1–2     | 1–1        |
| Armenia    | 12 | 2 | 3 | 7 | 4  | 13 | −9  | 9  |  | 1–0    | 1–1        | 0–0    | 0–0      | 0–1 | 0–1        |         | Hủy        |
| Azerbaijan | 12 | 1 | 2 | 9 | 6  | 28 | −22 | 5  |  | 1–3    | 0–2        | 1–6    | 1–0      | 0–1 | 1–1        | Hủy     |            |

(*) Do Armenia và Azerbaijan không thỏa thuận được địa điểm thi đấu, loạt trận đấu giữa hai đội bị hủy. Cả hai đội đều không có điểm trong hai trận đấu này.

### Bảng B
| Đội            | ST | T | H | B  | BT | BB | HS  | Đ  |  | Ý   | Pháp | Scotland | Ukraina | Litva | Gruzia | Quần đảo Faroe |
| -------------- | -- | - | - | -- | -- | -- | --- | -- |  | --- | ---- | -------- | ------- | ----- | ------ | -------------- |
| Ý              | 12 | 9 | 2 | 1  | 22 | 9  | +13 | 29 |  |     | 0–0  | 2–0      | 2–0     | 1–1   | 2–0    | 3–1            |
| Pháp           | 12 | 8 | 2 | 2  | 25 | 5  | +20 | 26 |  | 3–1 |      | 0–1      | 2–0     | 2–0   | 1–0    | 5–0            |
| Scotland       | 12 | 8 | 0 | 4  | 21 | 12 | +9  | 24 |  | 1–2 | 1–0  |          | 3–1     | 3–1   | 2–1    | 6–0            |
| Ukraina        | 12 | 5 | 2 | 5  | 18 | 16 | +2  | 17 |  | 1–2 | 2–2  | 2–0      |         | 1–0   | 3–2    | 5–0            |
| Litva          | 12 | 5 | 1 | 6  | 11 | 13 | −2  | 16 |  | 0–2 | 0–1  | 1–2      | 2–0     |       | 1–0    | 2–1            |
| Gruzia         | 12 | 3 | 1 | 8  | 16 | 19 | −3  | 10 |  | 1–3 | 0–3  | 2–0      | 1–1     | 0–2   |        | 3–1            |
| Quần đảo Faroe | 12 | 0 | 0 | 12 | 4  | 43 | −39 | 0  |  | 1–2 | 0–6  | 0–2      | 0–2     | 0–1   | 0–6    |                |

### Bảng C
| Đội                  | Điểm | Trận | Thắng | Hòa | Thua | Bàn thắng | Bàn thua | Hiệu số |
| -------------------- | ---- | ---- | ----- | --- | ---- | --------- | -------- | ------- |
| Hy Lạp               | 31   | 12   | 10    | 1   | 1    | 25        | 10       | +15     |
| Thổ Nhĩ Kỳ           | 24   | 12   | 7     | 3   | 2    | 25        | 11       | +14     |
| Na Uy                | 23   | 12   | 7     | 2   | 3    | 27        | 11       | +16     |
| Bosna và Hercegovina | 13   | 12   | 4     | 1   | 7    | 16        | 22       | -6      |
| Moldova              | 12   | 12   | 3     | 3   | 6    | 12        | 19       | -7      |
| Hungary              | 12   | 12   | 4     | 0   | 8    | 11        | 22       | -11     |
| Malta                | 5    | 12   | 1     | 2   | 9    | 10        | 31       | -21     |

### Bảng D
| Đội              | Điểm | Trận | Thắng | Hòa | Thua | Bàn thắng | Bàn thua | Hiệu số |
| ---------------- | ---- | ---- | ----- | --- | ---- | --------- | -------- | ------- |
| Cộng hòa Séc     | 29   | 12   | 9     | 2   | 1    | 27        | 5        | +22     |
| Đức              | 27   | 12   | 8     | 3   | 1    | 35        | 7        | +28     |
| Cộng hòa Ireland | 17   | 12   | 4     | 5   | 3    | 17        | 14       | +3      |
| Slovakia         | 16   | 12   | 5     | 1   | 6    | 33        | 23       | +10     |
| Wales            | 15   | 12   | 4     | 3   | 5    | 18        | 19       | -1      |
| Síp              | 14   | 12   | 4     | 2   | 6    | 17        | 24       | -7      |
| San Marino       | 0    | 12   | 0     | 0   | 12   | 2         | 57       | -55     |

### Bảng E
| Đội           | Điểm | Trận | Thắng | Hòa | Thua | Bàn thắng | Bàn thua | Hiệu số |
| ------------- | ---- | ---- | ----- | --- | ---- | --------- | -------- | ------- |
| Croatia       | 29   | 12   | 9     | 2   | 1    | 28        | 8        | +20     |
| Nga           | 24   | 12   | 7     | 3   | 2    | 18        | 7        | +11     |
| Anh           | 23   | 12   | 7     | 2   | 3    | 24        | 7        | +17     |
| Israel        | 23   | 12   | 7     | 2   | 3    | 20        | 12       | +8      |
| Bắc Macedonia | 14   | 12   | 4     | 2   | 6    | 12        | 12       | 0       |
| Estonia       | 7    | 12   | 2     | 1   | 9    | 5         | 21       | -16     |
| Andorra       | 0    | 12   | 0     | 0   | 12   | 2         | 42       | -40     |

### Bảng F
| Đội           | Điểm | Trận | Thắng | Hòa | Thua | Bàn thắng | Bàn thua | Hiệu số |
| ------------- | ---- | ---- | ----- | --- | ---- | --------- | -------- | ------- |
| Tây Ban Nha   | 28   | 12   | 9     | 1   | 2    | 23        | 8        | +15     |
| Thụy Điển     | 26   | 12   | 8     | 2   | 2    | 23        | 9        | +14     |
| Bắc Ireland   | 20   | 12   | 6     | 2   | 4    | 17        | 14       | +3      |
| Đan Mạch      | 20   | 12   | 6     | 2   | 4    | 21        | 11       | +10     |
| Latvia        | 12   | 12   | 4     | 0   | 8    | 15        | 17       | -2      |
| Iceland       | 8    | 12   | 2     | 2   | 8    | 10        | 27       | -17     |
| Liechtenstein | 7    | 12   | 2     | 1   | 9    | 9         | 32       | -23     |

### Bảng G
| Đội        | Điểm | Trận | Thắng | Hòa | Thua | Bàn thắng | Bàn thua | Hiệu số |
| ---------- | ---- | ---- | ----- | --- | ---- | --------- | -------- | ------- |
| România    | 29   | 12   | 9     | 2   | 1    | 26        | 7        | +19     |
| Hà Lan     | 26   | 12   | 8     | 2   | 2    | 15        | 5        | +10     |
| Bulgaria   | 15   | 12   | 7     | 4   | 1    | 18        | 7        | +11     |
| Belarus    | 13   | 12   | 4     | 1   | 7    | 17        | 23       | -6      |
| Albania    | 11   | 12   | 2     | 5   | 5    | 12        | 18       | -6      |
| Slovenia   | 11   | 12   | 3     | 2   | 7    | 9         | 16       | -7      |
| Luxembourg | 3    | 12   | 1     | 0   | 11   | 2         | 23       | -21     |

## Cầu thủ ghi bàn
Cập nhật lần cuối ngày: 21 tháng 11 năm 2007
| Cầu thủ ghi bàn    | Số bàn thắng | Số phút thi đấu | Đội tuyển   | Câu lạc bộ                            |
| ------------------ | ------------ | --------------- | ----------- | ------------------------------------- |
| David Healy        | 13           | 1075            | Bắc Ireland | Leeds United Fulham                   |
| Eduardo            | 10           | 1061            | Croatia     | Dinamo Zagreb Arsenal                 |
| Euzebiusz Smolarek | 9            | 824             | Ba Lan      | Borussia Dortmund Racing de Santander |
| Lukas Podolski     | 8            | 660             | Đức         | Bayern Munich                         |
| Jon Dahl Tomasson  | 8            | 989             | Đan Mạch    | VfB Stuttgart Villarreal              |
| Cristiano Ronaldo  | 8            | 1153            | Bồ Đào Nha  | Manchester United                     |
| Steffen Iversen    | 7            | 669             | Na Uy       | Rosenborg B.K.                        |
| Mladen Petrić      | 7            | 677             | Croatia     | FC Basel Borussia Dortmund            |
| Nikola Žigić       | 7            | 777             | Serbia      | Racing de Santander Valencia          |
| David Villa        | 7            | 896             | Tây Ban Nha | Valencia                              |

## Các đội tuyển vượt qua vòng loại

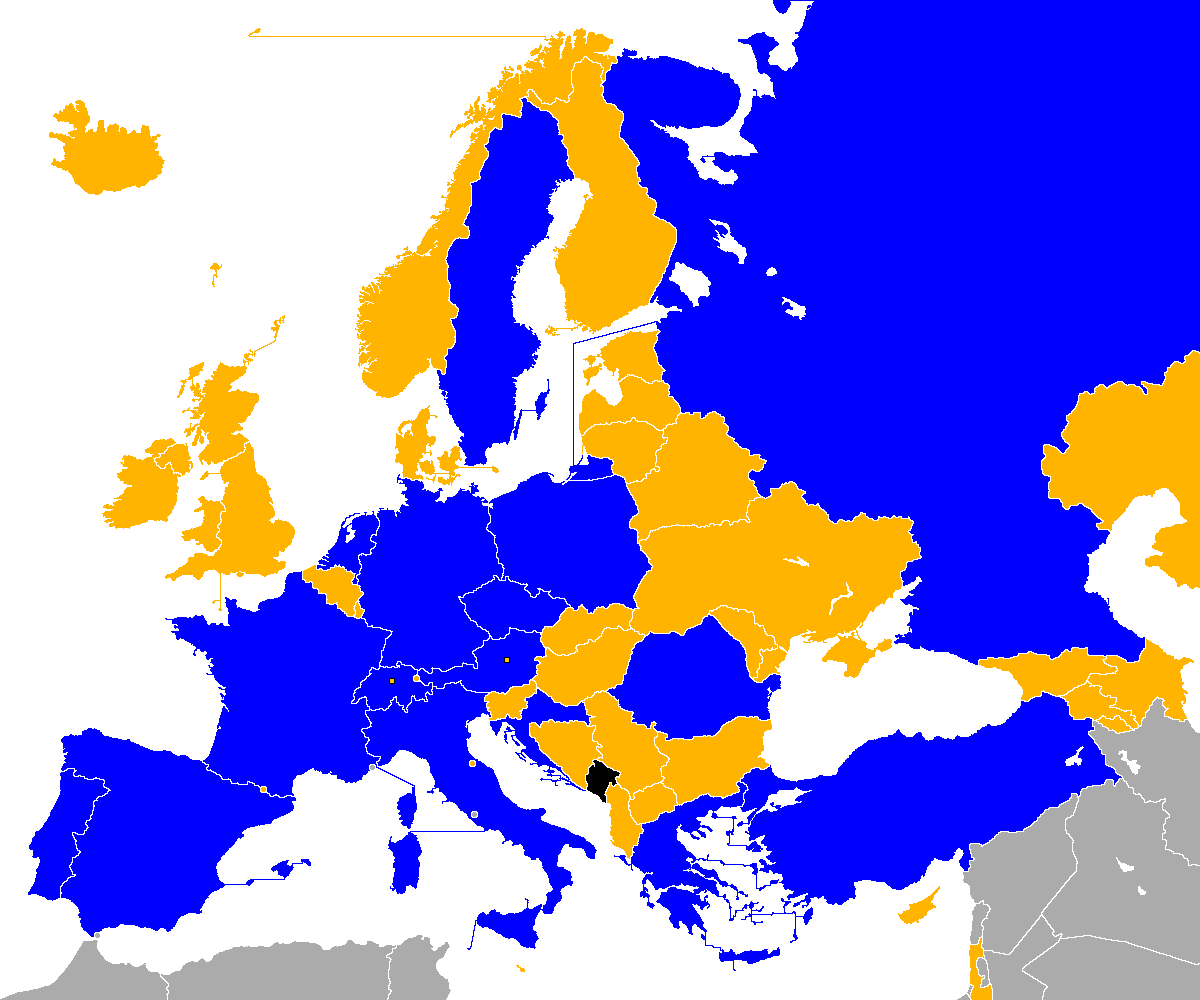
Vượt qua vòng loại
Không vượt qua vòng loại
Không tham dự vòng loại
Không phải là thành viên của UEFA

| Đội tuyển    | Tư cách vượt qua vòng loại | Số lần tham dự trước đây                                      |
| ------------ | -------------------------- | ------------------------------------------------------------- |
| Áo           | Chủ nhà                    | Lần đầu                                                       |
| Thụy Sĩ      | Chủ nhà                    | 2 (1996, 2004)                                                |
| Ba Lan       | Nhất Bảng A                | Lần đầu                                                       |
| Bồ Đào Nha   | Nhì Bảng A                 | 4 (1984, 1996, 2000, 2004)                                    |
| Ý            | Nhất Bảng B                | 6 (1968, 1980, 1988, 1996, 2000, 2004)                        |
| Pháp         | Nhì Bảng B                 | 6 (1960,1984, 1992, 1996, 2000, 2004)                         |
| Hy Lạp       | Nhất Bảng C                | 2 (1980, 2004)                                                |
| Thổ Nhĩ Kỳ   | Nhì Bảng C                 | 2 (1996, 2000)                                                |
| Đức          | Nhất Bảng D                | 9 (19721, 19761, 19801, 19841, 19881, 1992, 1996, 2000, 2004) |
| Cộng hòa Séc | Nhì Bảng D                 | 6 (19602, 19762, 19802, 1996, 2000, 2004)                     |
| Croatia      | Nhất Bảng E                | 2 (1996, 2004)                                                |
| Nga          | Nhì Bảng E                 | 8 (19603, 19643, 19683, 19723, 19883, 19924, 1996, 2004)      |
| Tây Ban Nha  | Nhất Bảng F                | 7 (1964, 1980, 1984, 1988, 1996, 2000, 2004)                  |
| Thụy Điển    | Nhì Bảng F                 | 3 (1992, 2000, 2004)                                          |
| România      | Nhất Bảng G                | 3 (1984, 1996, 2000)                                          |
| Hà Lan       | Nhì Bảng G                 | 7 (1976, 1980, 1988, 1992, 1996, 2000, 2004)                  |

1 Với tư cách là Tây Đức
2 Với tư cách là Tiệp Khắc
3 Với tư cách là Liên Xô
4 Với tư cách là CIS
- In đậm là năm mà đội giành chức vô địch.